# Mesothisa cinnamonea
Mesothisa cinnamonea är en fjärilsart som beskrevs av Robert H. Carcasson 1964. Mesothisa cinnamonea ingår i släktet Mesothisa och familjen mätare. Inga underarter finns listade i Catalogue of Life.